# 工藤元男
工藤 元男（くどう もとお、1950年（昭和25年）1月1日 - ）は、日本の東洋史学者。早稲田大学名誉教授。専門は中国古代史（主に春秋戦国から秦漢期）。学位は、博士（文学）（早稲田大学）。

## 略歴
1950年1月1日、山形県生まれ。1974年、早稲田大学教育学部社会科地理歴史専修卒業。1982年、早稲田大学大学院文学研究科博士後期課程（東洋史専攻）単位取得退学。指導教授は古賀登が務めた。1998年、博士号取得。1990年から1994年まで文教大学国際学部専任講師。1994年から1999年まで早稲田大学文学部助教授。1999年からは同学部教授。2004年9月より早稲田大学が学術院制度を導入したことに伴い、早稲田大学文学学術院教授。2020年、同学術院教授を定年退職した。それに当たり、「中国古代の地方官吏と『日書』」と題した最終講義を行った。
また、1993年から1994年まで東京大学文学部、1993年から1996年まで青山学院大学文学部、1996年に茨城大学教養部、2000年から2001年まで東京大学文学部、2001年から2003年まで慶應義塾大学文学部、2003年に山口大学人文学部、2008年に中央大学大学院文学研究科と明治大学文学部で非常勤講師を務めた。2000年から2001年まで武漢大学中国伝統文化与現代化研究中心兼職教授、2001年から2004年まで武漢大学客座教授にも在職していた。
なお、1989年から比較法研究所兼任研究員、2006年から2015年までアジア研究所研究所員、2010年から2014年まで東アジア「仏教」文明研究所研究所員、2007年から朝鮮文化研究所研究所員、2016年から先史考古学研究所研究所員となっている。2000年からは長江流域文化研究所長を務めている。
1982年、「戦国秦の都官―主として睡虎地秦墓竹簡による」およびこれと関連する研究活動により、第1回東方学会賞を受賞した。

## 研究分野
新石器時代以降に中国各地で生まれた地域文化が、秦や漢の成立に従っていかに吸収され、どのように新たな地域文化を作り出したのかを解き明かそうとしている。
特に睡虎地秦簡などの出土文字資料を手がかりとした、中国古代の法制史や社会史、宗教史の研究で知られる。とりわけ法制史研究は、武漢大学との間で行われた戦国から秦漢期までの簡牘資料に関する共同研究へとつながった。これは、湖北省で多く出土した竹簡や金文を解読するために、高性能の赤外線カメラを武漢大学へ提供して行われたものである。また、「日書」を始めとする宗教史や社会史の研究についても、羌族・白馬チベット族や宝墩遺跡などを対象とした四川大学との共同調査に発展した。この結果、黄河文明と長江文明が同根である可能性について指摘した。
なお、2000年に長江流域文化研究所が発足する以前は、早稲田大学長江流域文化調査隊を編成して中国の大学との共同研究を進めていた。
主な指導学生には、早稲田大学文学部教授の柿沼陽平などがいる。

## 著作

### 学位論文
- 工藤元男「睡虎地秦簡よりみた秦代の国家と社会」早稲田大学 博士論文（文学）乙第1406号、1998年、NAID 500000173681、2021年8月25日閲覧。

### 単著
- 工藤元男『中国古代文明の謎』光文社〈光文社文庫 グラフィティ・歴史謎事典〉、1988年10月。ISBN 978-4334708337。 NCID BA54921621。
- 工藤元男『睡虎地秦簡よりみた秦代の國家と社會』創文社〈東洋學叢書〉、1998年2月。ISBN 978-4423192443。 NCID BA35183782。
- 『中国古代文明の形成と展開』早稲田大学文学部、トランスアート（発売）〈早稲田大学オンデマンド出版シリーズ〉、2003年3月。ISBN 978-4924956988。 NCID BA61892669。
- 『占いと中国古代の社会 : 発掘された古文献が語る』東方書店〈東方選書 42〉、2011年12月。ISBN 978-4497211101。 NCID BB07729932。
- 工藤元男 著、廣瀬薫雄、曹峰 訳『睡虎地秦簡所見秦代国家与社会』上海古籍出版社〈早期中国研究叢書〉、2018年9月。ISBN 978-7532589722。[1]

### 共著
- 工藤元男、早苗良雄、藤田勝久訳注『戦国縦横家書 : 馬王堆帛書』朋友書店〈朋友學術叢書〉、1993年12月。ISBN 978-4892810336。 NCID BN10407837。
- 古賀登、尚樹啓太郎、岡崎勝世、近藤一成、工藤元男、旦祐介『明解世界史A 最新版』帝国書院、1995年1月。 NCID BA83835024。
- 岡崎勝世ほか『明解世界史A 初訂版』帝国書院、1999年1月。 NCID BA42130742。[1]
- 岡崎勝世、伊藤定良、坂本勉、近藤一成、工藤元男、相澤隆『明解世界史A 最新版』帝国書院、2004年1月。ISBN 978-4807140596。 NCID BA67796351。
- 岡崎勝世、伊藤定良、坂本勉、近藤一成、工藤元男、相澤隆『明解新世界史A 新訂版』帝国書院、2007年1月。ISBN 978-4807141067。 NCID BA81817644。
- 岡崎勝世ほか『明解世界史A』帝国書院、2013年1月。ISBN 978-4807159710。 NCID BB1229379X。[1]
- 岡崎勝世ほか『明解世界史A』帝国書院、2017年1月。ISBN 978-4807162147。 NCID BB23482251。[1]

- 陳偉ほか『秦簡牘整理与研究』経済科学出版社、2017年7月。ISBN 978-7514182484。 NCID BB2598262X。[1]

### 編著
- 『四川・雲南・チベット』講談社〈中国世界遺産の旅 第3巻〉、2005年10月。ISBN 978-4062710930。 NCID BA75043563。
- 長江流域文化研究所（工藤元男）編[1] 編『長江流域と巴蜀、楚の地域文化』雄山閣〈アジア地域文化学叢書 3〉、2006年11月。ISBN 978-4639019541。 NCID BA79388614。
- 早稲田大学長江流域文化研究所編[1] 編『中国古代史論集 : 政治・民族・術数』雄山閣、2016年9月。ISBN 978-4639024354。 NCID BB22113577。
- 『睡虎地秦簡訳注 : 秦律十八種・效律・秦律雑抄』汲古書院、2018年5月。ISBN 978-4762966125。 NCID BB26341926。

### 共編著
- 冉光榮、工藤元男主編 編『四川岷江上游历史文化研究』四川大学出版社、1996年12月。ISBN 978-7561414330。 NCID BA32534326。
- 盧丁、工藤元男主編 編『中国四川西部人文历史文化综合研究』四川大学出版社〈中国西部南北游牧文化走廊研究报告 2〉、2003年1月。ISBN 978-7561425053。 NCID BA62258705。
- 彭浩、陳偉、工藤元男 編『二年律令與奏讞書 : 張家山二四七號漢墓出土法律文獻釋讀』上海古籍出版社、2007年8月。ISBN 978-7532546688。 NCID BA84118335。
- 工藤元男、李成市 編『東アジア古代出土文字資料の研究』雄山閣〈アジア研究機構叢書 人文学篇 第1巻〉、2009年3月。ISBN 978-4639020844。 NCID BA89674766。
- 工藤元男、李成市 編『アジア歴史・思想論』弘文堂〈早稲田大学アジア研究機構叢書 アジア学のすすめ 第3巻〉、2010年6月。ISBN 978-4335501135。 NCID BB02283348。

### 監修
- コリンヌ・ドゥベーヌ=フランクフォール 著、南条郁子 訳『古代中国文明 : 長江文明と黄河文明の起源を求めて』工藤元男監修、創元社〈「知の再発見」双書 86〉、1999年9月。ISBN 978-4422211466。 NCID BA43215090。

### テレビ番組
取材協力
- NHKスペシャル 中国文明の謎 第三集　始皇帝　“中華”帝国への野望